# Сан Мартино д'Алпаго (Белуно)
Сан Мартино д'Алпаго (итал. San Martino d'Alpago) је насеље у Италији у округу Белуно, региону Венето.
Према процени из 2011. у насељу је живело 248 становника. Насеље се налази на надморској висини од 868 м.